# Copythorne
Copythorne est un village et une paroisse civile situés dans le comté du Hampshire, en Angleterre, dans les limites du New Forest.

## Vue d'ensemble
Copythorne se trouve dans la partie nord-est du parc national New Forest, dans le Hampshire, en Angleterre. Le village est sur l'A31 - Romsey Road, juste au sud de l’autoroute M27 qui divise la paroisse en deux moitiés. L'église paroissiale anglicane est dédiée à sainte Marie.
Le village possède une école maternelle et une salle communautaire.
La paroisse contient les villages de Cadnam, Bartley, Winsor, Newbridge et Ower.

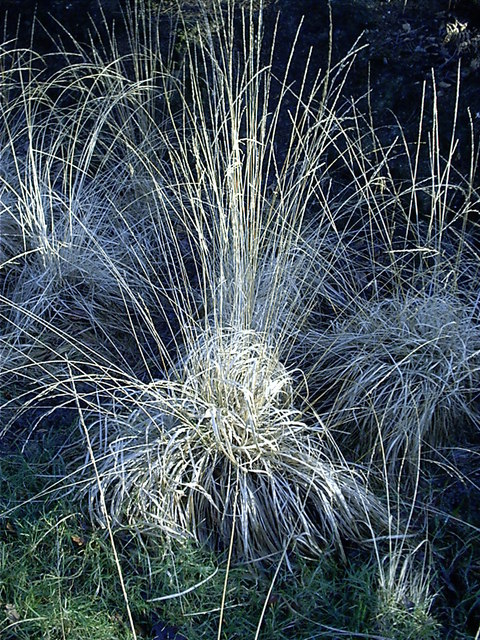
Molinia en fleurs dans Copythorne Common.

Au nord du village se trouve Copythorne Common ; certaines parties de Cadnam Common et de Furzley Common se trouvent également dans la paroisse, ainsi que Shelly Common dans l'extrême nord de la paroisse.
Paultons Park, une ancienne propriété avec un parc de jeux à thème, moderne, est aussi dans la paroisse.

## Histoire
Copythorne est enregistrée pour la première fois comme Coppethorne au XIVe siècle. Le nom signifierait « épine (haw) reproduite », ce qui se rapporterait à la pratique des arbres « taillés en têtards » (émondage) pour nourrir les animaux.
Plusieurs barrows se trouvent dans la paroisse ; ils datent de l'âge du bronze, et sont appelés localement « Money Hills ».
La voie romaine de Nursling tourne soudainement vers le sud, vers le rond-point en direction de Cadnam.
Au Moyen Âge, une grande partie des terres de la région faisait partie des domaines monastiques d'Amesbury, Netley et Glastonbury. Après la Dissolution des monastères, beaucoup de ces terres font partie du domaine Paultons.
L'église Sainte-Marie de Copythorne est construite en briques rouges en 1834, avec des modifications apportées vers 1891-1922.
La paroisse civile de Copythorne est l'une de celles créées à partir de l'ancienne paroisse de Totton et Eling en 1894.

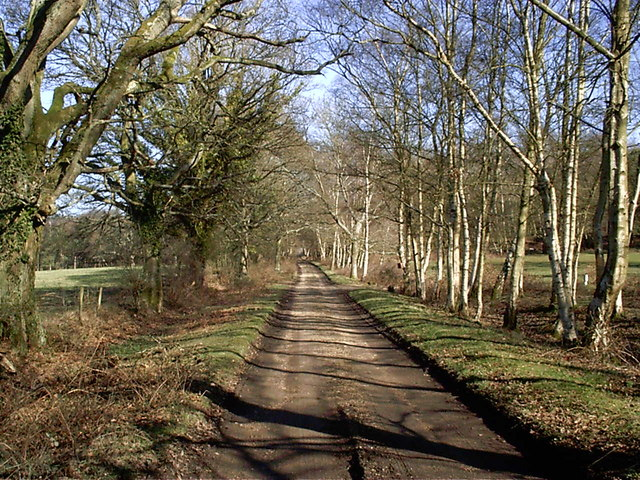
Chemin d'accès vers Bunkers Hill à Copythorne.